# Узункольський сільський округ (Єгіндикольський район)
Узунко́льський сільський округ (каз. Ұзынкөл ауылдық округі, рос. Узункольский сельский округ) — адміністративна одиниця у складі Єгіндикольського району Акмолинської області Казахстану. Адміністративний центр — село Узункольське.
Населення — 474 особи (2021; 640 у 2009, 944 у 1999, 1335 у 1989).
Станом на 1989 рік існувала Ушаковська сільська рада (села 30 літ Казахстану, Ушаковське).

## Склад
До складу округу входять такі населені пункти:
| Населений пункт    | Колишні назви     | Населення, осіб (1989) | Населення, осіб (1999) | Населення, осіб (2009) | Населення, осіб (2021) |
| ------------------ | ----------------- | ---------------------- | ---------------------- | ---------------------- | ---------------------- |
| Тоганас, село      | 30 літ Казахстану | 438                    | 350                    | 244                    | 149                    |
| Узункольське, село | Ушаковське        | 897                    | 594                    | 396                    | 325                    |